# 長き秋

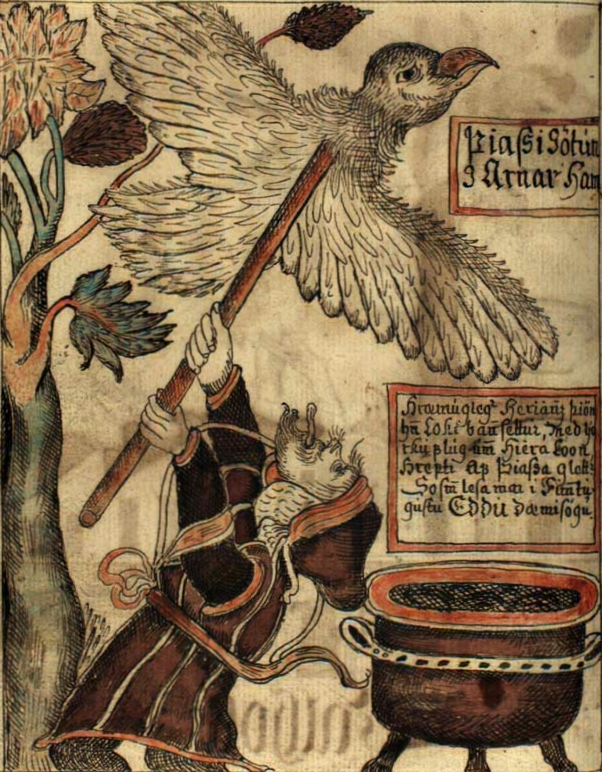
ロキが棒でスィアチを叩く姿。18世紀アイスランドの写本『NKS 1867 4to』（デンマーク王立図書館所蔵）より。

「長き秋」（ながきあき、古ノルド語: Haustlǫng）は、900年頃にノルウェーのスカルド詩人フヴィーンのショーゾールヴルによって作られたとされるスカルド詩。北欧神話の物語を含んでいる数少ないスカルド詩の一つである。「秋の長詩」または「ハウストロン」とも。
部分的にしか残っておらず、スノッリの『エッダ』の2ヶ所にそれぞれ13節程度と6節半が引用という形で保存されていた。ショーゾールヴルはこの詩を楯の上に書いたという。
現存する部分では、以下の2つの物語が描かれている。
- スィアチによるイズンの拉致と、神々による奪還[7]。
- トールによる巨人フルングニルの殺害[6]。

この2つの挿話は、それぞれ本来の詩の4分の1の部分を占めていたとされる。

## 関連文献
- Richard North (1997). The Haustlǫng of Þjóðólfr of Hvinir. Enfield Lock: Hisalik Press. ISBN 1874312206
- Orchard, Andy (1997). Dictionary of Norse Myth and Legend. Cassell. ISBN 0 304 34520 2